# A-ha
Az A-ha (stilizált: a-ha) nagy hatású norvég könnyűzenei együttes, amely 1982-ben alakult Oslóban. Alapító tagjai: Morten Harket (ének), Magne "Mags" Furuholmen (billentyűs hangszerek) és Paul Waaktaar-Savoy (gitárok). Az együttes főként a szintipop és a new wave műfajában alkotott. Az 1980-as évek közepén váltak híressé, miután John Ratcliff zenész és producer felfedezte a csapatot, és az 1990-es, 2000-es években nemzetközileg is népszerűek tudtak maradni.
Az A-ha legnagyobb sikere a zenekar debütáló albuma, az 1985-ben megjelent Hunting High and Low volt. Az album 1. helyezést ért el a hazai norvég, 2. helyezést a brit és 15. helyezést az amerikai Billboard listákon, valamint ezen az albumon szerepelt az együttes máig két legnagyobb slágere, a Take On Me és a The Sun Always Shines on T.V.; továbbá ez az album Grammy-jelölést ért a csapatnak a „Legjobb új előadó” kategóriában, 1986-ban. Az Egyesült Királyságban a Hunting High and Low 1986-ban is sikeresnek bizonyult, olyannyira, hogy az év egyik legtöbbet eladott albuma lett. 1987-ben a Halálos rémületben című James Bond-film főcímzenéjét is ők készítették. Az A-ha ezzel nemzetközileg elismert zenekar lett. 1994-ben, miután ötödik albumuk, a Memorial Beach nem váltotta be a hozzá fűzött reményeket, és nem ért el akkora sikereket, mint az előző albumok, a csapat átmenetileg beszüntette működését.
Az 1998-as Nobel Békedíj-koncerten való fellépése után a csapat visszatért a stúdióba, és elkészítette hatodik albumát Minor Earth Major Sky címmel, amely 2000-ben jelent meg, ismét nemzetközi sikert szerzett a csapatnak, és egy új koncertturné kezdetét is jelentette. Ezt még három további stúdióalbum megjelenése követte: 2002-ben jelent meg a hetedik Lifelines címmel, ezt 2005-ben követte a nyolcadik, amely az Analogue címet kapta (és „ezüst” minősítést ért el az Egyesült Királyságban, ilyen sikerre a zenekar negyedik albuma, az 1990-es East of the Sun, West of the Moon óta nem volt példa), végül 2009. június 19-én az A-ha kiadta utolsó albumát, a Foot of the Mountain-t, amellyel a csapat visszatért az Egyesült Királyság listáinak 5 legjobbja közé, 1988 óta először, valamint „ezüst” és „platina” minősítést szerzett Németországban. Otthon Norvégiában azonban csak második helyezést értek el vele, ezzel ez lett az első album, amely nem jutott fel a csúcsra a hazai listán. 2009. október 15-én a csapat bejelentette, hogy 2010-ben, Ending on a High Note Tour világ körüli turnéját követően feloszlik. Sok ezer ember, a világ hat kontinensének legalább 40 országából gyűlt össze, hogy utoljára lássa az A-hát, a legsikeresebb norvég együttest.
2014. december 4-én a zenekar hivatalosan bejelentette, hogy 2015-ben részt vesz a „Rock in Rio” rendezvényen, ahol mind a csapat, mind pedig a fesztivál 30. évfordulóját ünnepelték meg, és az együttes Katy Perryvel egy este lépett fel a nagyszínpadon. Ugyancsak 2015-ben az A-ha bejelentette, hogy két évre újra összeáll az együttes. 2015. szeptember 4-én pedig kiadták 10. stúdióalbumukat is, amely a Cast in Steel címet viseli. Az együttes ezen felül koncertturnéra is indult 2015 őszén valamint 2016 tavaszán.
A zenekar világszerte 80 milliónál is több albumot adott el. 2010-ben, kevesebb mint egy év alatt kb. 500 millió norvég koronát keresett, mindezt a turnéjuk jegyeinek és promóciós termékeknek az eladásával, valamint egy válogatásalbum megjelentetésével, amely legsikeresebb dalaikat tartalmazta. Ezzel az együttes a világ 40-50 legjobban kereső együttese közé került.

## Története

### Megalakulás

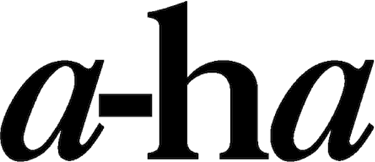
Az a-ha eredeti, „klasszikus” logója (1985–1994)

A trió, melyet három tag, Morten Harket (vokál), Paul Waaktaar-Savoy (gitár, 1994-ig a Pål Waaktaar nevet használta), és Magne Furuholmen (billentyűsök) alapított, 1982-ben alakult, és a csapat Norvégiából Londonba ment, hogy el tudjon helyezkedni a zenei életben. Sokat gondolkodtak rajta, milyen nevet adjanak a formációnak. Olyan, norvég szavakat vettek számításba, melyeket az angol anyanyelvű emberek is ki tudnak ejteni. Ezt az ötletelést elvetették, amikor Morten kiszúrt egy dalt Waaktaar dalszövegei között, aminek „A-ha” volt a címe. „Borzasztó dal volt, de jó névvel.” – mondta Morten.
Állítólag azért választották a zenész, producer (és hamarosan a menedzserük) John Ratcliff stúdióját, mert volt ott egy Space Invaders játékgép. Ratcliff bemutatta őket a menedzserének, Terry Slaternek, és néhány megbeszélés után az A-ha igénybe vette Ratcliff menedzseri szolgálatait. Slater és Ratcliff megalapították a T.J. Managementet. Ratcliff gondoskodott a technikai és zenei ügyekről, míg Slater volt a csapat nemzetközi üzleti menedzsere, és ő biztosította az összeköttetést a Warner Brothers Los Angeles-i főhadiszállása felé.

### Hunting High and Low(1984–1986)
A Take On Me egy korai változata volt az első dal, amelyet Morten hallott Waaktaartól és Furuholmentől még Askerben. Akkoriban a dal neve még „The Juicy Fruit Song” volt, a két férfi pedig „Bridges”-ként volt ismert. A dalt „Lesson One”-ra keresztelték, amikor az A-ha, mint zenekar először eljátszotta. 1985-ben, néhány újraírás, több újrafelvétel, és háromszori kiadás után a Take On Me nemzetközi siker lett az Atlanti-óceán mindkét partján. A dal első, még 1984-ben kiadott változatának zenei videóján a zenekar kék háttér előtt játszott. később a dalt újra felvették Alan Tarney közreműködésével, de egyik verziónak sem sikerült felkerülnie a zenei listákra. Aztán elkészült a dalhoz egy új, korszakalkotó zenei videó, amellyel az Egyesült Államokban a Billboard Hot 100 csúcsára ugrott, az Egyesült Királyságban pedig a kislemezlista második helyezését érte el. Ezzel az A-ha lett az első zenekar, amelynek valamelyik száma az amerikai kislemezlista élére került. Ennek hatására a zenekart meghívták a Soul Train, főként színesbőrű zenészek köré épülő varietéshowba, ahol a kevés fehér zenei előadó egyike lettek. Az A-ha előtt olyan ismert nevek léptek fel ebben a műsorban, mint Gino Vanelli, Elton John, David Bowie, Hall & Oates és Teena Marie.

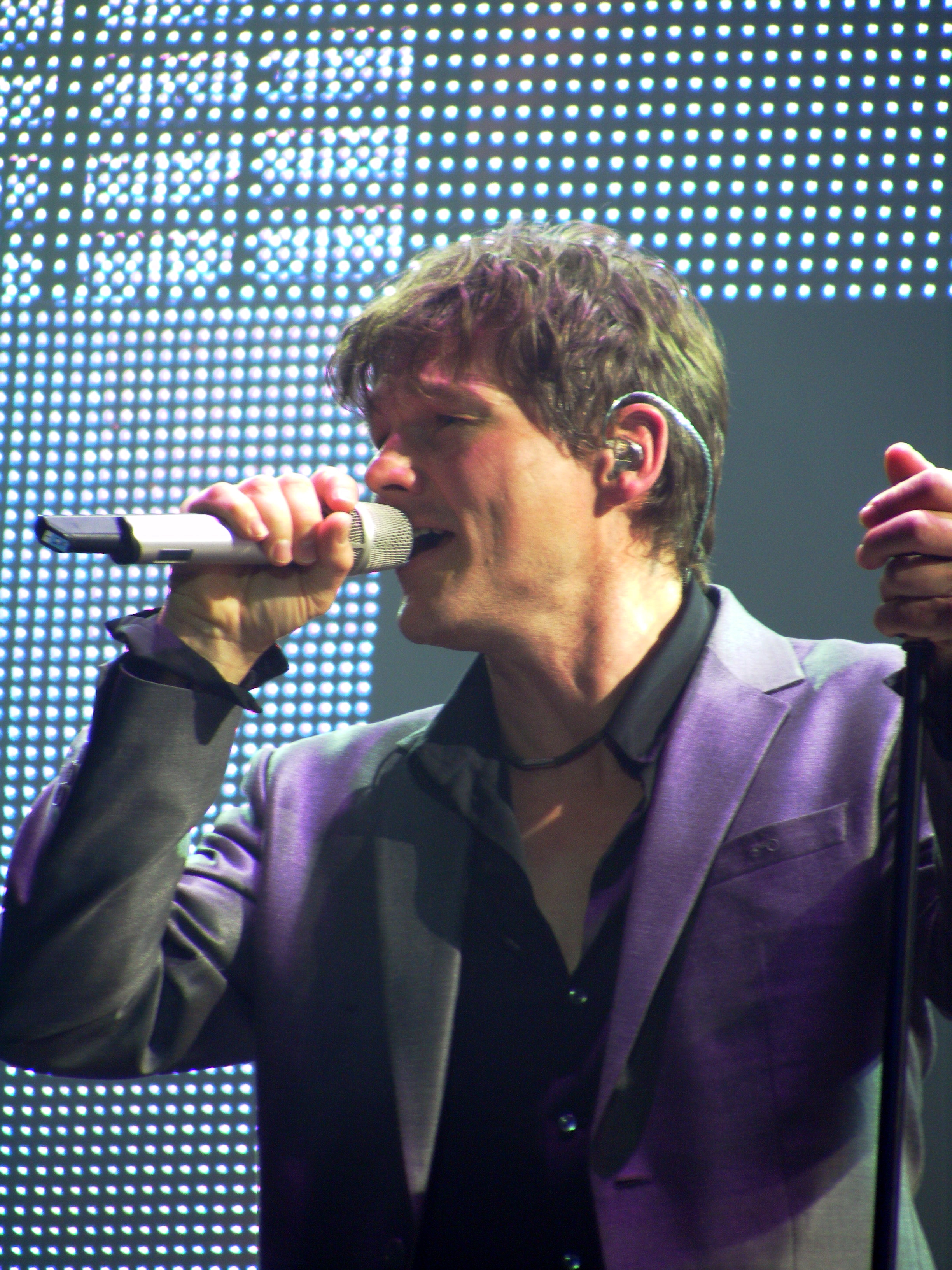
Morten Harket 2005 szeptemberében

A Take On Me zenei videójában egy ceruzával rajzolt (szkeccs) animációs és egy élő felvételt ötvöztek („rotoscoping”), ahol a videó minden képkockáját külön átrajzolták és átszínezték. A videó egy csapásra az egyik legkönnyebben felismerhető, és legtovább népszerű zenei videó lett az Egyesült Államokban, ahol az 1986-os harmadik MTV Music Awards díjkiosztón a nyolc jelölésből hatot nyert meg: Legjobb új előadó videója, Legjobb kísérleti videó, Legjobb rendezés, Legjobb különleges effektek, a Nézők kedvence, valamint Az év legjobb zenei videója. Ez a hat díj azt jelentette, hogy kétszer annyit nyertek, mint Michael Jackson Thrillerje, és többet mint bármely más előadó a díjkiosztó addigi három éve alatt összesen.
Azonban nem csak ekkor volt az A-ha díjnyertes ebben az évben. Hamarosan megjelent második kislemezük, a The Sun Always Shines on T.V.. A dal a huszadik helyig jutott a Billboard Hot 100-as listáján, és a 17. helyre ért fel a Radio & Recordsén. A remix verzió még nagyobb siker lett a klubokban, a Hot Dance Singles Sales listán egészen az ötödik helyig lépett előre. A dal videója ismét nagy sikert aratott mind a közönség, mind a kritikusok körében, ez újabb három jelölést jelentett a zenekarnak az 1986-os MTV gálán. Kettőt meg is nyert, a Legjobb filmezés és a Legjobb vágás díját, ezzel az A-ha 11 jelölésig és 8 elnyert díjig jutott. Az ezt követő évben Peter Gabriel volt az, akinek sikerült ennél is több, szám szerint 13 jelölést és 9 díjat nyernie, szintén két külön videóért. Annak ellenére, hogy az ezt követő években nőtt a kiosztott díjak száma a gálán, csak kevés előadó tudta megközelíteni (és egy sem szárnyalta túl) az A-ha és Gabriel egy évben begyűjtött díjainak mennyiségét.
Az A-ha sikere Amerikában akkor érte el a csúcsát, amikor 1986-ban jelölték őket a Grammy-díjra a Legjobb új előadó kategóriájában, amit végül a Sade együttes nyert el. A The Sun Always Shines on T.V. lett az utolsó olyan dal Amerikában, amely a Hot 100 Top 40 listára fel tudott kerülni, a zenekarra pedig a mai napig főként a Take On Me okán emlékeznek a tengerentúlon. Emiatt Amerikában ma is úgy tekintenek az együttesre, mint „egynyári előadókra” („one-hit wonder”), noha valójában két Top 40-es daluk is volt arrafelé. Az Egyesült Királyságban azonban másként alakult a történetük: a The Sun Always Shines on T.V. még nagyobb siker lett, mint a Take On Me, és a zenei listák élére kerültek vele. A briteknél ezzel nem állt meg a sikersorozat, további két dal lett sláger ugyanarról az albumról – Train Of Thought és Hunting High and Low (ehhez újabb innovatív videó társult) – és a zenekar nagy népszerűsége megmaradt a '80-as évek végére valamint a '90-es évek elejére is.
A csapat első nagylemeze, a Hunting High and Low nemzetközileg is bestseller lett, ami az október és a november folyamán is a legjobb 20 között szerepelt a Billboard Top 200-as listáján. Az album, melyről négy dal is sláger lett, megszerezte a nemzetközi hírnevet és elismerést az A-ha számára. A Hunting High and Low háromszoros platinalemez lett az Egyesült Királyságban, továbbá az Egyesült Államokban és Németországban is platina státuszt szerzett, míg Brazíliában és Hollandiában az arany minősítésig jutott el. A Hunting High and Low-nak 11 millió példánya kelt el világszerte. Az USA Billboard listáján a 15. helyig jutott, míg Angliában sikerült a második helyet is megszereznie, Norvégiában pedig összesen 38 hetet töltött a legjobb 10 között, ebből 8 hetet az élen.

### Az „Aranykor” (1986–1994)

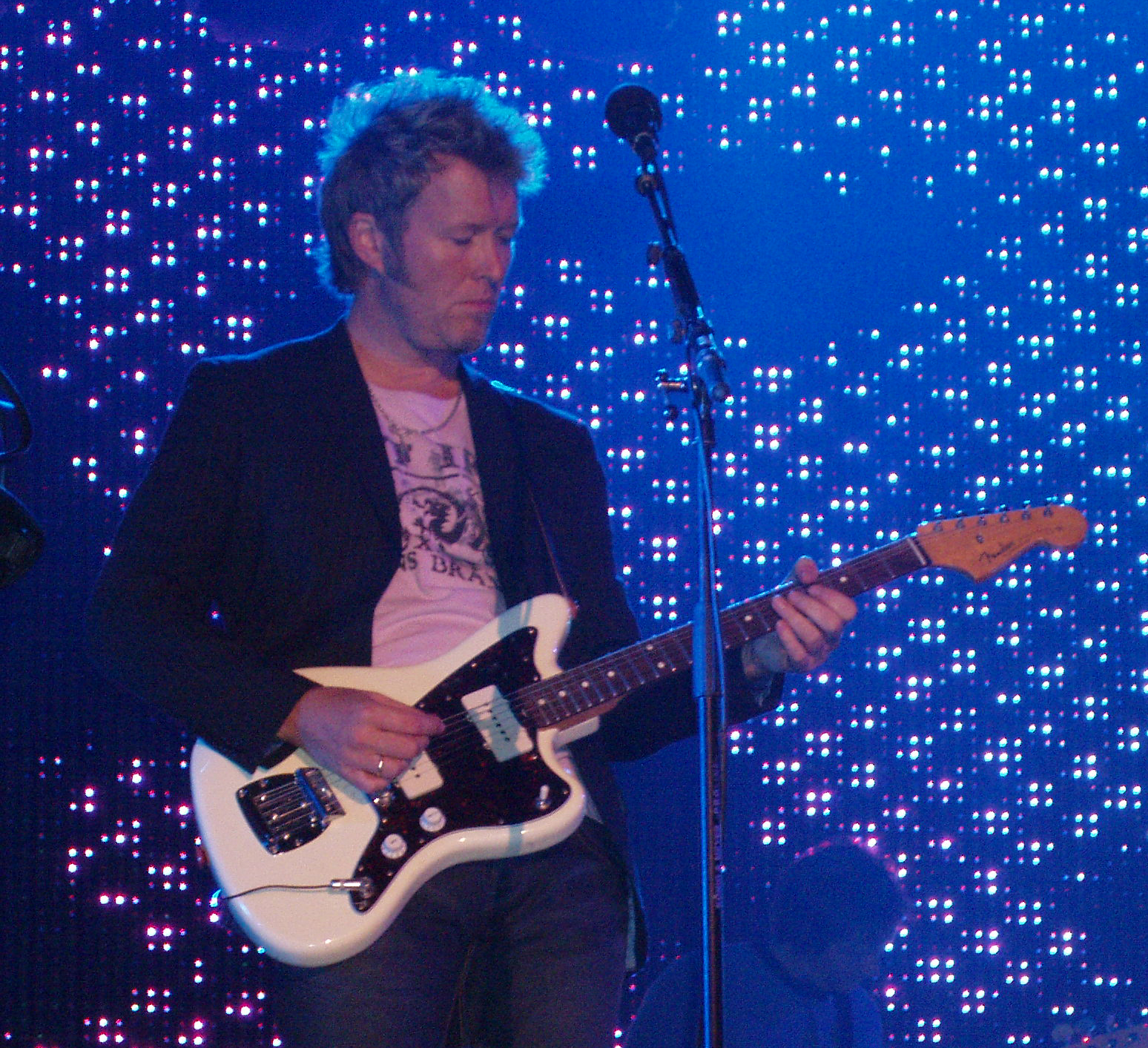
Magne Furuholmen 2007-ben

Az A-ha második nagylemeze, a Scoundrel Days az 1986-os turné alatt jelent meg, és elmozdulást jelentett az alternatív rock irányába, mivel a szintipop már kezdett divatjamúlt lenni. Habár az album kedvező kritikákat kapott, és három kislemeze is nemzetközi sláger lett, az eladási számok (6,4 millió példány) meg sem közelítették az előző albuméit (kivéve Svájcot, ahol ez lett az A-ha legnagyobb példányszámban elkelt albuma). A Cry Wolf volt az utolsó kislemez, amely felkerült a Billboard Top 100-as listájára. Az album megjelenése után az A-ha turnét adott az Egyesült Államokban, melyre később 20 évig nem volt példa. Az album az Egyesült Királyságban, Svájcban és Brazíliában platina minősítést szerzett, valamint aranyat Németországban. Ned Raggett az AllMusic Guide-tól később ezt írta a lemezről: „Az első két dal a legjobbak közé tartozik: a dal címének rejtélyessége, Morten Harket légies hangjával a refrén alatt és egy éles, tiszta ütés a zenében, valamint a The Swing of Things, egy hangulatos, elegáns dal, csodálatos gitár/szintetizátor összhanggal (valamint nagyszerű dobmunka a profi Michael Sturgis-től), és igazi szerelmes dalszöveg ami ellensúlyozza a dal élét anélkül hogy túlhevülne... Lehet, hogy a '80-as évek már elmúltak, de a Scoundrel Days egyértelművé teszi, hogy nem minden volt rossz akkoriban.”
1988 májusában az A-ha elkészítette harmadik stúdióalbumát is, Stay on These Roads címmel, ami szintén második helyezést ért el a brit listán, akárcsak két elődje. Az album platina minősítésű lett Brazíliában és Franciaországban, valamint arany Svájcban, Németországban, az Egyesült Királyságban és Hollandiában. Ez az album tartalmazza a Halálos rémületben című James Bond-film betétdalát (ami eredeti nyelven megegyezik a film címével), a The Living Daylights-ot. A dal, amely megjelenik az albumon az eredeti filmzene és a kislemez újra felvett változata. A zenekar elmondása szerint különösen büszkék erre a dalukra, és mind a hárman részt vettek a megírásában. A Stay on These Roads és a The Living Daylights előadása a zenekar történetének összes további koncertjén része volt a programnak. Az album megjelenése után az A-ha egy 74 várost magába foglaló világkörüli turnéba kezdett. A lemez pedig több mint 4,2 millió példányban kelt el világszerte.

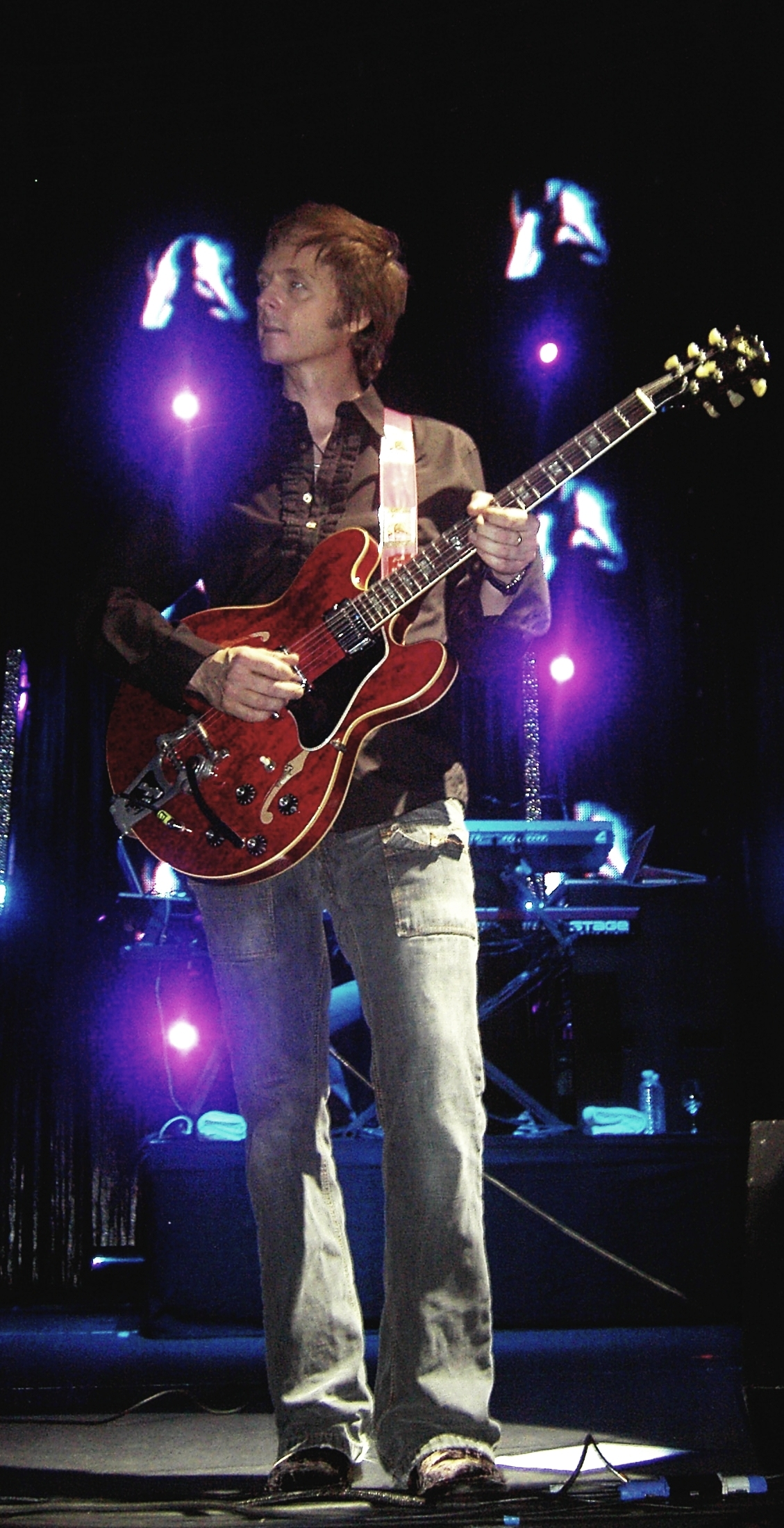
Paul Waaktaar-Savoy élő koncerten Kölnben, 2005. október 29-én

Az East of the Sun, West of the Moon című negyedik albumon szerepelt egy, a The Everly Brothers által előadott 1963-as dal, a Crying in the Rain feldolgozása. Az 1980-as évek végén és a '90-es évek elején az A-ha nagyon népszerű volt Dél-Amerikában, különösen Brazíliában, ahol az együttes a világ legnagyobbjai közé tartozó stadionokban adott telt házas koncerteket. A Rock in Rio II fesztiválon, 1991 januárjában az A-ha sokkolta a nemzetközi sajtót, miután 198 000 ember előtt adott koncertet a Maracanã Stadionban, ami a Guinness Rekordok közé is bekerült, mint a legtöbbet fizető koncert. Összehasonlításképpen, olyan előadók, mint George Michael, Prince, és a Guns N’ Roses ennek kevesebb mint a harmadát, mindössze 60 000 embert vonzottak. Egy 2009-es interjúban, amit Cody Eide készített a Musicweek-től, az A-ha közelgő 25. születésnapja alkalmából, a tagok elismerték, hogy a rekordsikerű koncert és a média figyelmének hiánya megsemmisítően hatott a csapatra. Az 1991-es Rock in Rio fesztivál, amely a csapat érdemeinek megkoronázása kellett volna hogy legyen, helyette lesújtó csalódás volt. „Az MTV mindenkivel készített interjút, minket kivéve.” – emlékezett vissza Waaktar-Savoy. „Mindannyian felhívták a vezetőiket, és azt mondták, 'Muszáj interjút készítenünk az A-hával; ők voltak az egyetlenek, akiknek a koncertjére minden jegy elkelt!' De nem engedték nekik.” „Elidegenítő érzés volt.” – mondta Furuholmen. „Reménytelenül éreztük magunkat. A világ legnagyobb közönségének játszottunk, és őket ez nem érdekelte.”
Az East of the Sun, West of the Moon arany minősítést kapott Svájcban, Brazíliában és Németországban, és ezüst minősítést az Egyesült Királyságban. Steven McDonald az AllMusic-tól azt nyilatkozta negyedik albumukról: „Ez egy nagyszerűen összeállított dalgyűjtemény, amely gyönyörűen van előadva és elénekelve, és amelyben rengeteg visszhang és utalás található a zenébe rejtve. S bár nincs olyan album, amit végig lehetne elemezni, ezt a lemezt öröm hallgatni.” Az albumnak 3,2 millió példánya kelt el világszerte.
Utolsó (ötödik) albumuk visszavonulásuk előtt a Memorial Beach volt, melyet 1993-ban dobtak piacra. A korábbi munkáikhoz képest a korong kereskedelmi szempontból bukás volt. Az egyetlen dal, amely Norvégiától eltérő ország listájára fel tudott kerülni, a Dark Is the Night, amely a 19. helyet szerezte meg a brit kislemezlistán. A Memorial Beach volt az utolsó kiadványuk, amely hivatalosan megjelent az Egyesült Államok piacán, bár további szerzeményeik szintén eljutottak a tengerentúlra, limitált kiadású behozatal formájában. A lemez kereskedelmi fogadtatása ellenére a Q magazin 1993 50 legjobb albuma közé választotta azt. Következő év februárjában az A-ha két élő koncertet adott az 1994-es téli olimpián, a norvégiai Lillehammerben, amelyet dél-afrikai és norvég turnék követtek. Szintén az A-hát választották ki arra a feladatra, hogy írja meg a Lillehammeri téli paralimpiai játékok hivatalos dalát, amelynek a Shapes That Go Together címet adták.
Az A-ha 1994-ben visszavonult, és a zenekar tagjai egyéni projektekre koncentráltak.

### Újra együtt (1998–2007)

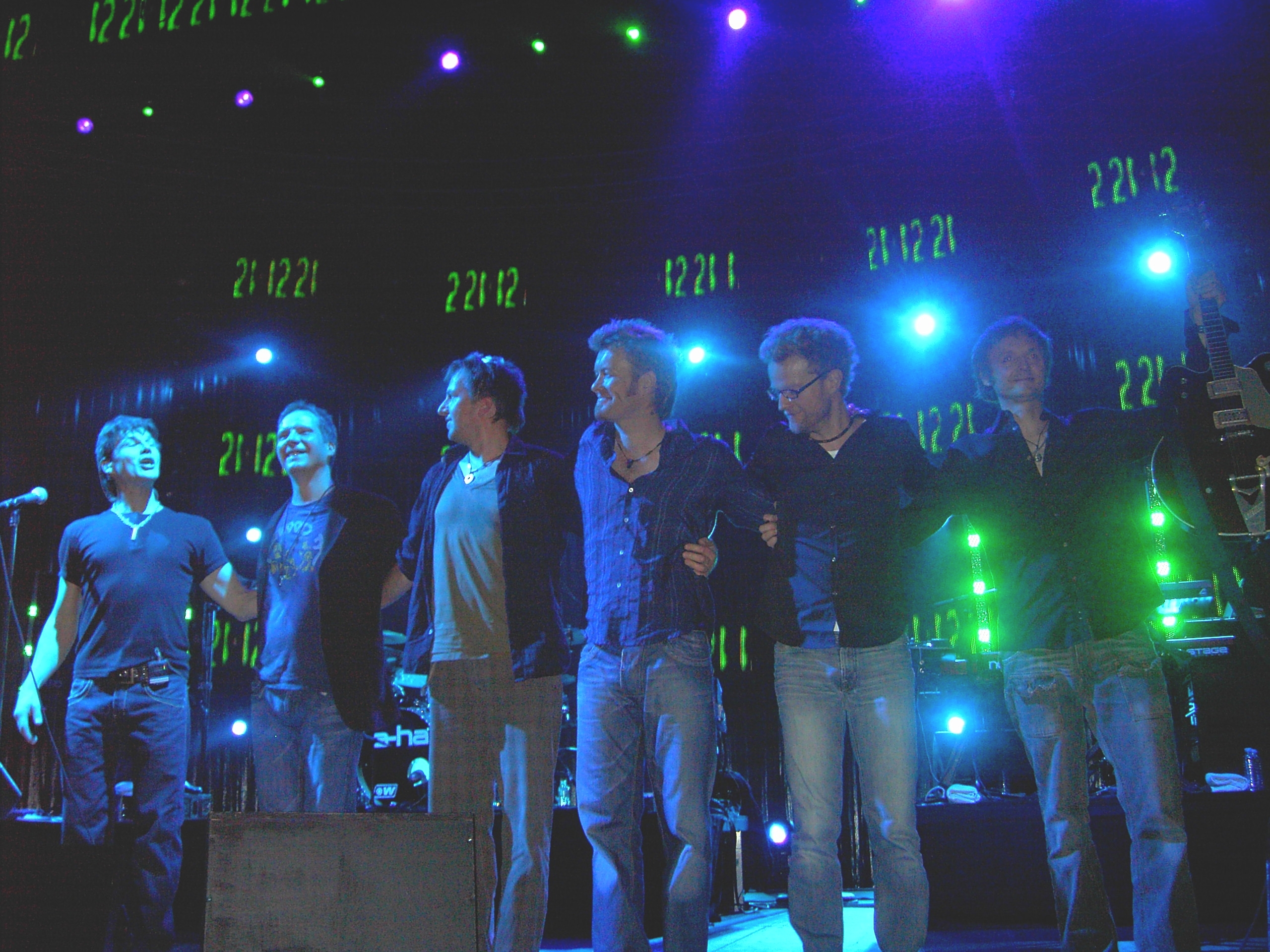
Az A-ha élő koncertje Kölnben, 2005. október 29-én

A zenekar meghívást kapott az 1998-as Nobel-békedíj tiszteletére rendezett koncertre, mint előadók. A Summer Moved On című szerzeményt Paul külön erre az alkalomra írta meg. A The Sun Always Shines on TV szintén előadásra került. Ez a fellépés jelentette az A-ha visszatérését a zene világába, bár az együttes előadását ellentmondásos módon kihagyták abból az összeállításból, amelyet az Egyesült Királyságban sugároztak a koncertről. Ettől függetlenül a csapat visszatért a stúdióba. Az ezután következő felvételek hozták létre a 2000-ben megjelent hatodik stúdióalbumot, a Minor Earth Major Sky-t, továbbá egy nemzetközi turnét, valamint egy interneten is közvetített előadást, amelyet az új oslói Vallhall Arena megnyitójának tiszteletére tartottak 2001. március 24-én és 25-én. Az A-ha videója I Wish I Cared című dalukhoz egyike volt az első, teljesen webes alapú animációs flash zenei videóknak. (A legelső a Duran Duran flash videója volt a 2000-ben kiadott „Someone Else Not Me” című dalhoz.) Az album platina minősítést szerzett, 1,5 millió példányban kelt el, és négy kislemez jelent meg róla: Summer Moved On, Minor Earth Major Sky, Velvet és The Sun Never Shone That Day. A „Summer Moved On” 17 országban lett első helyezett a zenei listán. A „Velvet”-hez készült zenei videó miatt az A-ha heves kritikákat kapott, nekrofíliával vádolták meg őket.
Az A-ha a 2001-es Nobel Békedíj koncertjén ismét fellépett. A következő album, a Lifelines 2002-ben jelent meg, platina minősítést szerezve Norvégiában, két top 5-ös dallal (Forever Not Yours és Lifelines). Utóbbi videóklipjét Jesper Hiro rendezte, az A Year Along the Abandoned Road című norvég rövidfilm alapján, melyet Morten Skallerud rendezett 1991-ben. Az eredeti film hossza 12 perc volt; egy teljes év elmúlását mutatta be 50 000-szeres gyorsításban.
A 2002-es élő koncertturnéjuk albuma, How Can I Sleep with Your Voice in My Head címmel 2003 márciusában jelent meg, elődje az 1986-os The Sun Always Shines on TV egy élő verziója volt. 2004-ben könyvet adtak ki „The Swing of Things” címmel, amelyhez egy CD is járt, korai demók anyagaival. Ebben az évben ünnepelte az A-ha 20. születésnapját, méghozzá új kislemezgyűjtemény piacra dobásával, The Definitive Singles Collection 1984–2004 címmel. Ezzel az összeállítással újra az Egyesült Királyság legjobb 20 albuma közé sikerült kerülniük, aranylemez státusszal megszerezve a 13. helyet.
2005. július 2-án az A-ha Berlinben koncertezett a Live 8 helyi kiadásában, közel 200 000 fős közönség előtt. A „Hunting High and Low”-val kezdtek, ezt követte a „Take On Me”, melynek folyamán Morten Harketnek nehézségei támadtak az IEM-fülhallgatójával, ezért nem hallotta saját magát: két perces szünetet kért, melyet arra használt, hogy a Live 8 mellett kampányoljon. A kért kettő percből közel hét perc lett, és harmadik daluk, a „Summer Moved On” lett az utolsó, amit előadhattak, mert bár négy dallal készültek, kifutottak az időből, és a szervezők leküldték őket a színpadról.

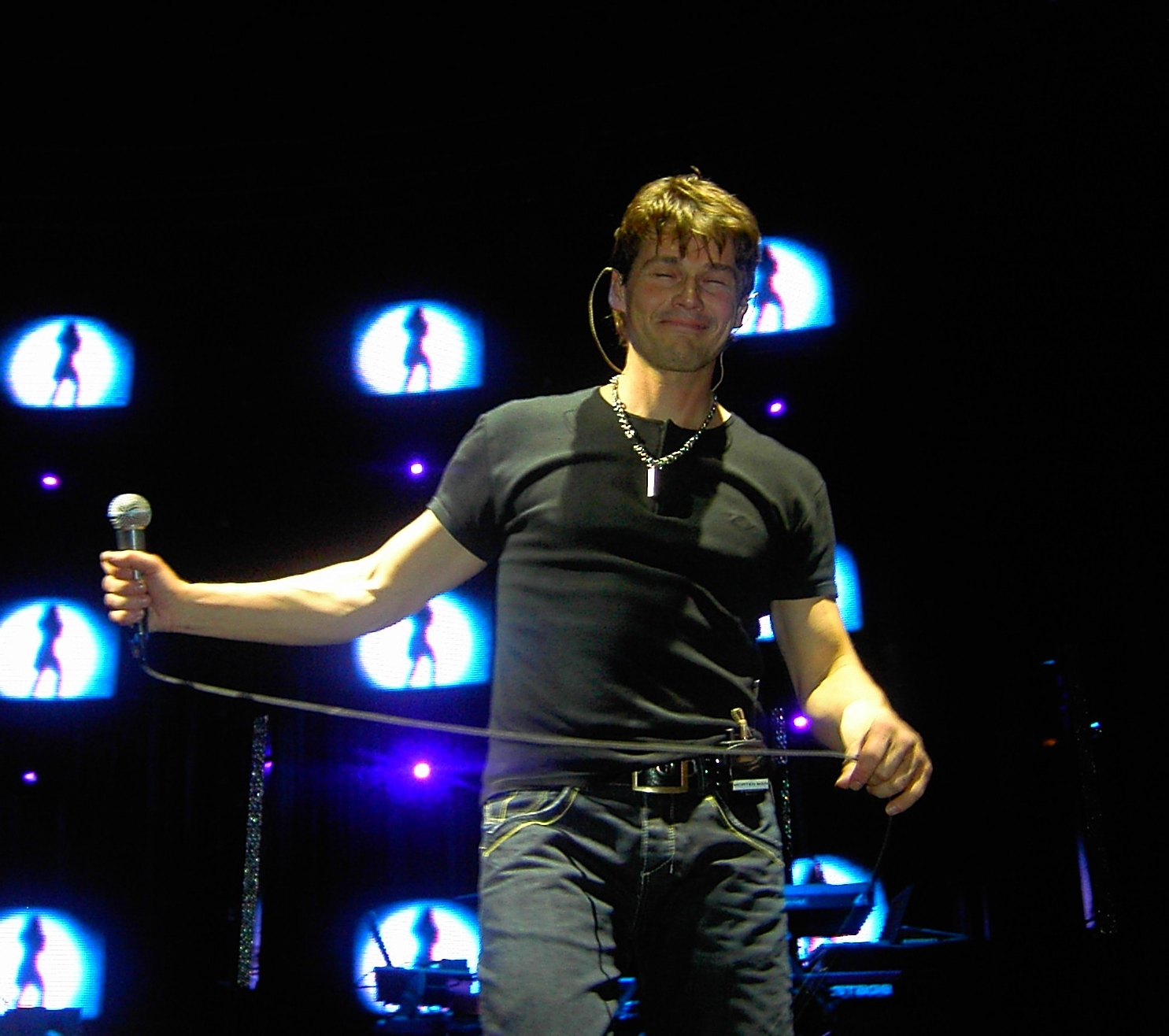
Morten Harket, a zenekar frontembere Kölnben, 2005. október 29-én

2005. szeptember 12-én az A-ha a New York-i Irving Plazában adott koncertet, melyre gyorsan elkelt minden jegy. Ez volt az együttes első koncertje Észak-Amerikában 1986 óta, annak ellenére, hogy 1993 óta semmilyen anyagot nem jelentettek meg náluk. 2005. augusztus 27-én a csapat 120 000 embernek adott koncertet az oslói Frogner Parkban, mely a valaha volt legnagyobb koncert volt Norvégiában.
2005. november 4-én megjelent a zenekar nyolcadik stúdióalbuma, az Analogue. Az Analogue (All I Want) kislemez megjelenése az Egyesült Királyságban a legjobb 10 közé került, 1988 óta először jutott be A-ha kislemez a legjobb tízbe a szigetországban. Az album véndégelőadóként közreműködik Graham Nash a Crosby Stills & Nash zenekarból, háttérvokalistaként az Over the Treetops és Cosy Prisons című dalokban. A Celice a kilencedik olyan kislemeze lett a csapatnak, amely első helyezést ért el nemzetközi listán, a zenei videója viszont szexuális tartalma miatt kritikákat kapott. Az ezt követő turné állomásai között volt a londoni Shepherd's Bush 2006. február 2-án, és egy különleges afrikai televíziós szereplés. 2006-ban az A-ha feldolgozta John Lennon „No. 9 Dream” című dalát az Amnesty International számára. 2007 júniusában jelent meg a „Make Some Noise” című albumon. 2006. október 30-án az A-ha Londonban elnyerte a tekintélyes Q magazin Inspiration Award díjat hosszú közreműködésükért a zeneművészet területén és sok fiatal zenésztársuk inspirálásáért. 2007. szeptember 15-én az A-ha ingyenes szabadtéri koncertet adott a németországi Kielben. A csapat egy lebegő színpadon játszott az öböl vizén. A koncertet élőben közvetítették az MSN-en.
2009. január 24-én, 25 évvel a dal megjelenése után, az A-ha elnyerte a „Norwegian Spellemann” díjat a „Mindenkori Sláger” kategóriában Take On Me dalával, a norvég nemzetközi lista 50. évfordulóján.

### Egy új irány és a búcsú (2008–2010)

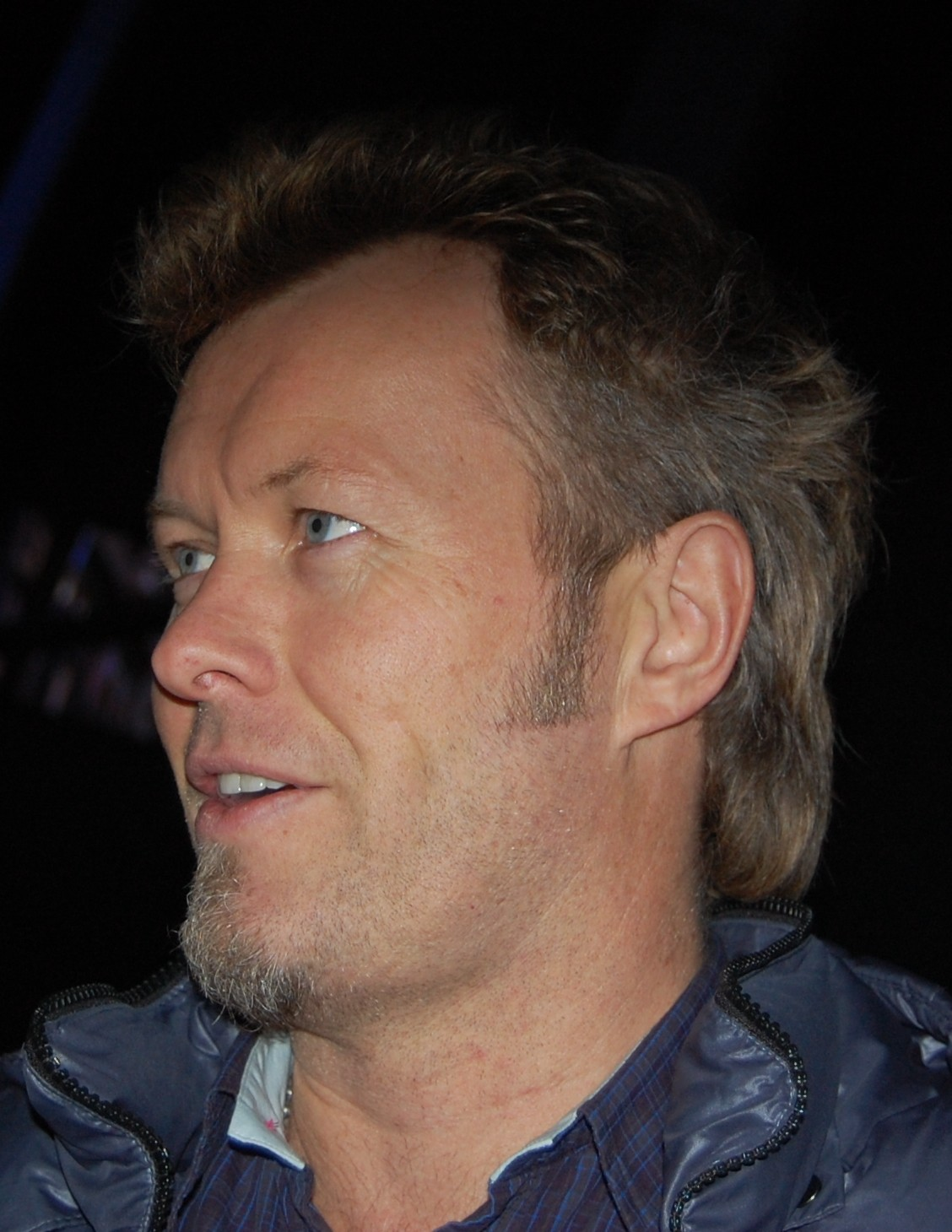
Magne Furuholmen 2010-ben, Glasgowban

2008. május 20. és 22. között Morten Harket, Magne Furuholmen és Paul Waaktaar-Savoy Oslóban koncertezett, saját szólóanyagaik promotálása céljából, mielőtt A-ha-ként eljátszották négy dalukat: Train of Thought, Take On Me, valamint két új szerzeményt, Riding the Crest és Shadowside címekkel. Ez előrevetítette az A-ha új albumának, a Foot of the Mountain-nak a megjelenését. Ezek után a londoni Royal Albert Hallban koncerteztek, május 24-én.
2009. április 24-én, az A-ha kiadta új dalát, a Foot of the Mountain-t, meglepve ezzel a közönséget. A dal aznap debütált a norvég rádióban, és csupán előző este fejezték be. A dal alapjait Magne Furuholmen „The Longest Night” című szerzeménye szolgáltatta, amely A Dot of Black in the Blue of Your Bliss című albumán szerepelt. A kislemez május 22-én jelent meg Németországban. A zenekar a dal népszerűsítése céljából a Germany's Next Topmodel döntője alatt adta elő a kölni Lanxess Arenában, május 21-én.
A Foot of the Mountain, az A-ha kilencedik stúdióalbuma, 2009. június 19-én jelent meg Európában. Az album anyaga visszatérést jelentett a szintipophoz, hasonlóan a csapat legelső munkáihoz, annak ellenére, hogy az első dal (ami a címadó dal is egyben) nem igazán ezt vetítette előre. A csapat a sikeres producerrel, Steve Osborne-nal működött együtt, aki olyan előadóknak készített albumot, mint a New Order, a Starsailor, a Doves, az Elbow és a U2. „What There Is”, Magne Furuholmen egy korábbi szólószerzeménye szintén felkerült az albumra egy új változatban. A Foot of the Mountain a német nagylemezlista élén nyitott, az Egyesült Királyság albumlistáján az 5., az Európai Albumeladási Listán pedig a 8. helyet szerezte meg. 2010 januárjában a Foot of the Mountain platina minősítést szerzett Németországban.
„A Depeche Mode-hoz jobban kötődöm (a 80-as évek más előadóihoz képest)” – nyilatkozta Magne Furuholmen. Az A-ha előadta a „A Question of Lust” cím Depeche Mode dal feldolgozását a BBC Radio 2 egy élő adásában, a The Dermot O'Leary Show-ban 2009. július 25-én.
A 2009. július 24-i iTunes Live fesztivál az A-ha nevével volt fémjelezve. A fesztiválon további előadóként fellépett a Simple Minds, az Oasis, a Snow Patrol, a Franz Ferdinand, a Kasabian és a Saturdays. az összes előadást felvették és elérhetővé tették letöltésre az iTunes Store weboldalán, akárcsak a korábbi fesztiválok anyagát. A norvég iTunes Store-ban az A-ha anyagának kiadása viszont még várat magára.

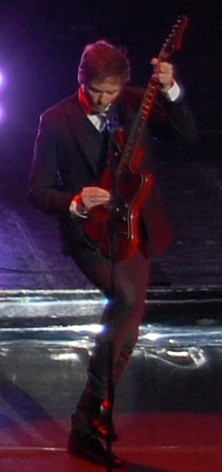
Paul Waaktaar-Savoy Glasgowban, 2010-ben

2009. október 15-én a csapat bejelentette, hogy egy 2010-es világkörüli koncertturnét követően feloszlanak, amely végállomásának Oslót jelölték meg, ezen belül az Oslo Spektrum arénát, 2010. december 4-i dátummal. A jegyek értékesítése a bejelentést követő napon elkezdődött, és az első napon az összes jegy elkelt. 2009. október 19-én egy második búcsúkoncertet is bejelentettek, 2010. december 3.-ára, egy nappal a nagy zárókoncert előtt.
A feloszlás bejelentésével egy időben kiadták a The Singles: 1984 – 2004 kislemezkollekciót az Egyesült Államokban, valamint újra kiadták az első két albumuk deluxe verzióját (Hunting High and Low és Scoundrel Days), csakúgy mint egy harmadik (és utolsó) válogatásalbumot, egy új élő DVD-t és a The Swing of Things című könyvük egy új változatát, Jan Omdahl írásában. Egy új dal, a Butterfly, Butterfly 2010. június 14-én jelent meg, és július 5-én kislemezként is kiadták, ezzel mintegy promotálva új, dupla CD-s válogatásukat, a 25-öt. Elmondták, hogy ez lesz az A-ha legutolsó felvétele.
2010. július 6-án a Hunting High and Low és a Scoundrel Days albumok megjelentek deluxe kiadásban az Egyesült Államok területén, a Rhino Records gondozásában, új remixeket, B-oldalas dalokat, demókat és részletes jegyzeteket vonultatva fel, 2 CD-s és digitális változatként (további bónusz tartalmakkal) is elérhető formában. Mindkét album a legjobb 40 között debütált a Billboard Top Internet Sales Chart listáján, a Hunting High and Low 34., míg a Scoundrel Days a 36. pozícióban.
Furuholmen egy interjúban, melyet a Magasinet (Norvégia harmadik legnagyobb újságjának, a Dagbladet-nek a magazinrészlege) készített, elárulta, hogy szívbetegségben szenved. A hírt még aznap leközölte az elektronikus zenei magazin, a Side-Line.
A Spellemannprisen díjátadó ceremónián, 2011. március 5-én Oslóban, számos norvég előadó, különböző zenei műfajok képviselői, úgymint a Kaizers Orchestra, Ida Maria és Bertine Zetlitz előadták az A-ha egyik legnagyobb slágerének, a The Sun Always Shines on TV-nek a feldolgozását, a zenekar tiszteletére. Az előadást követően az A-ha megkapta a Spellemannprisen tiszteletdíjat, melyet az A-ha norvég zenésztársai adtak át, a következő szavakkal: „A mi Hőseink – egykoron, most, és mindörökké”.
Az A-ha két utolsó koncertjét Oslóban 10 HD kamerával rögzítették digitális, surround hangzással. Ending on a High Note Live, Toby Alington gondozásában, 2011 áprilisától számos formátumban elérhető, többek között a csapat első Blu-ray kiadásában. Egy egylemezes élő CD albumon 16 szám található, míg a Blu-ray, DVD, és deluxe kiadású dupla CD (amelyhez DVD is jár) 20 dalt tartalmaz. Egy bónusz dokumentumfilm is található a deluxe és Blu-ray kiadáshoz. Egy NTSC verzió is elérhető az Egyesült Államok és Japán számára.
2011. április 1-jén az A-ha kiadta a DVD-t és a box-setet, melyek tartalmazzák az utolsó koncert CD-jét és DVD-jét is, Ending on a High Note – The Final Concert címmel. A koncert Blu-ray verziója viszont csak tíz nappal később, 2011. április 11-én jelent meg.
Az A-ha a legutolsó alkalommal 2011. augusztus 21-én játszott együtt az Oslo Spektrumban, ahol a Stay on These Roads című dalt adták elő, egy nemzeti megemlékezés keretében, a 2011-es norvégiai terrortámadások áldozatai emlékére.

### Az A-ha utáni tevékenységek, a 30. évforduló és jubileumi koncert (2011–2015)

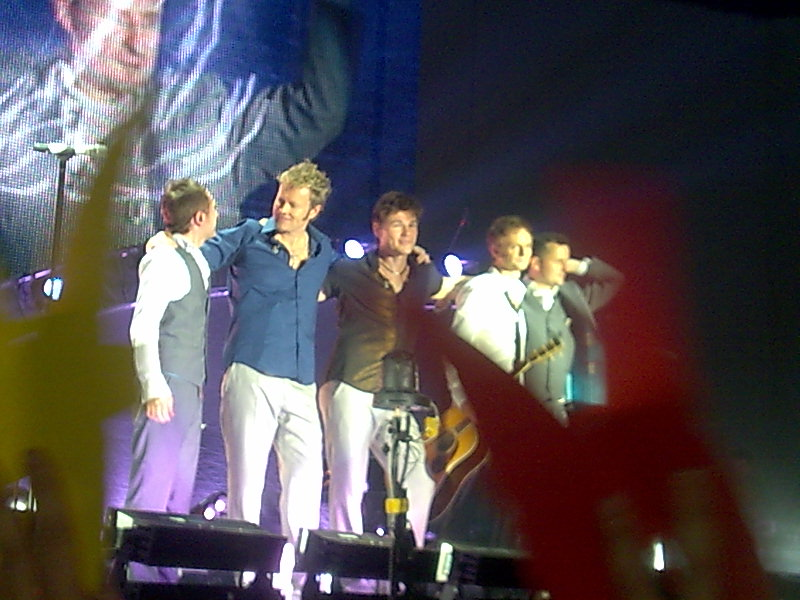
A-ha, 2010, Madrid

Az A-ha feloszlása óta Morten Harketnek két stúdióalbuma jelent meg, az Out of My Hands (2012) és a kritikusok által is elismert Brother (2014).
Paul Waaktaar-Savoy két dalt adott ki a nagyközönség számára: Jimmy Gnecco-val közösen 2011 júniusában bemutatta a Weathervane-t, mint új zenei projektjét. A saját maguk után elnevezett Weathervane kislemez szerepelt a Fejvadászok című mozifilm betétdalai között. (A film Jo Nesbø „Hodejegerne” című könyve alapján készült). Második új daluk, a Manmade Lake (melyet eredetileg az A-ha Foot of the Mountain című albumára szántak) 2013-ban jelent meg a SoundCloud-on.
2012-ben Magne Furuholmen a „The Voice – Norges beste stemme” című tehetségkutató műsor egyik mentora lett. Az ő mentoráltja, Martin Halla nyerte meg a versenyt, első albumának producere pedig maga Furuholmen lett, aki más előadóknak is megbecsült dalszövegírója és producere. 2014-ben Furuholmen elvállalta a „Beatles” című norvég film zeneszerzői munkáit és a dalfelvételek vezetését.
2014-ben híresztelni kezdték, hogy az A-ha 2015-ben újra összeáll, megünnepelni a Take On Me megjelenésének 30. évfordulóját. A 2014 októberi, oslói A-ha rajongói gyülekezeten Harald Wilk menedzser ismertette arra vonatkozó terveiket, hogy kiadják az A-ha első öt albumát bakeliten, valamint a 3-5. albumokat deluxe kiadásban. 2014. december 4-én az A-ha menedzsmentje bejelentette, hogy a zenekar újra fellép a 2015-ös Rock in Rio fesztiválon, a 30. évforduló keretein belül, külön meghívás hatására.

### 2015
2015. március 21-én a norvég lapokban napvilágot látott a hír, hogy az A-ha újra összeáll egy 2 éves periódusra, és hogy új felvételeken dolgozik a csapat. Az A-ha 10. stúdióalbuma, a Cast in Steel, 2015. szeptember 4-én került piacra, az albumról pedig az Under the Makeup című kislemez jelent meg még 2015. július 3-án.
2015. október 26-án bejelentették, hogy a zenekar újra fellép az oslói Nobel Békedíj Koncerten.

## A Királyi Szent Olaf-rend elnyerése
Az A-ha három tagja, Morten Harket, Magne Furuholmen és Paul Waaktaar-Savoy, lovagi kitüntetést kapott, az első osztályú Királyi Norvég Szent Olaf-rendet, a norvég zenében való közreműködésükért.
A Királyi Norvég Szent Olaf-rend az országért és az emberiségért véghezvitt különleges szolgálat elismeréseként jár.
A hivatalos ceremónia 2012. november 6-án volt.

## Örökség és kulturális hatás
Az A-hát a legsikeresebb norvég zenei exportként tartják számon. A siker 1985-ben kezdődött, és 2010 végén az A-ha még mindig a legtöbbet eladott norvég zenekar volt. A zenekar sok tekintetben úttörőnek számított. Az A-ha előtt nem volt olyan norvég zenei előadó, aki Norvégián kívül is sikeres lett volna kereskedelmi szempontból is. Annak ellenére, hogy az A-ha óta számos sikeres norvég formáció került ki, az együttes még mindig egyedülállónak számít a maga műfajában. A zenekar óriási sikert aratott az Amerikai Egyesült Államokban és az Egyesült Királyságban, de valószínűleg még ennél is sikeresebbek voltak az olyan, nem angol nyelvű országokban, mint Németország, Franciaország, Svájc, valamint dél-amerikai országok, főként Brazília. 1986-ban az A-ha nyolc MTV Video Music Awards díjat nyert egyetlen díjátadón. A Take On Me-hez készült zenei videójuk a mai napig minden idők legjobb videói között van számon tartva, Michael Jackson Thrillerjével együtt. 1986-ban Michael Jackson is a közönség soraiban volt, amikor az A-ha első amerikai koncertjét adta. Később meghívta az együttest a Neverland Ranchre, amit a zenekar azonban kénytelen volt elutasítani elfoglaltságaik miatt. Korai éveiben az A-ha rajongótábora főként tinédzserekből állt, de a zenekar zenei és dalszövegírói fejlődésével a rajongói kör sokkal széleskörűbb lett, manapság pedig minden korosztályból és zenei stílusból megtalálhatóak.

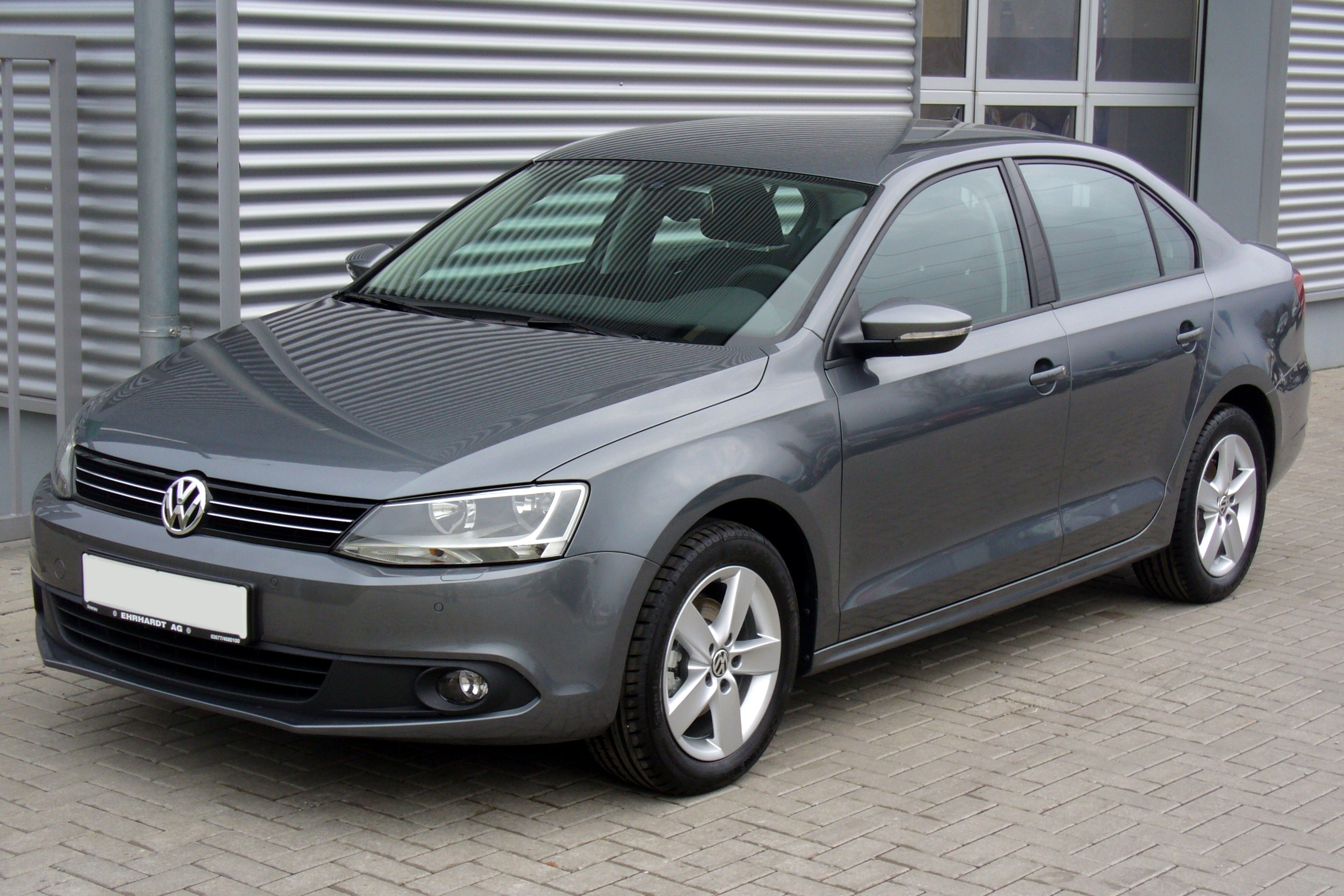
Volkswagen Jetta

A zenekar körülbelül 80 millió felvételt (nagylemezt és kislemezt) adott el. Ők az egyetlen nem brit és nem amerikai előadó, aki megírhatott és előadhatott egy James Bond filmzenét, a Halálos rémületben-hez (The Living Daylights). Az A-ha dalai, mind eredeti, mind pedig feldolgozás formájukban, számos népszerű televíziós sorozat epizódjaiban feltűntek háttérzeneként, mint például: a Grace klinika, Family Guy, Baywatch, Melrose Place, South Park, Smallville, Született szinglik, Chuck, Doktor Addison és a Simpson család, valamint a Csillagképző és hasonló show-k reklámjaiban. Zenéjük olyan mozifilmekben is feltűnt, mint az Érzéki csalódás, az Otthon, véres otthon és a Corky Romano, a kezes farkas. Guinness rekordtartók voltak 26 éven át, 1991 és 2017 között, mint a legnagyobb fizető közönséget produkáló élő koncert előadói 198 000 nézővel a Maracanã Stadionban, Rio de Janeiróban. (A rekordot Vasco Rossi olasz rockzenész vette el tőlük 2017. július 1-jén adott, három és fél óra hosszúságú modenai szabadtéri koncertjével, melyet 220 000 ember előtt tartott meg.) 2006-ban a zenekar elnyerte a Q magazin Inspirációs díját.
2013 őszén a Take On Me zenéje és videója központi eleme volt annak a reklámfilmnek, melyet a Volkswagen autógyár készített, és amely a Jetta modell élethosszig tartó karbantartási programját promotálta.

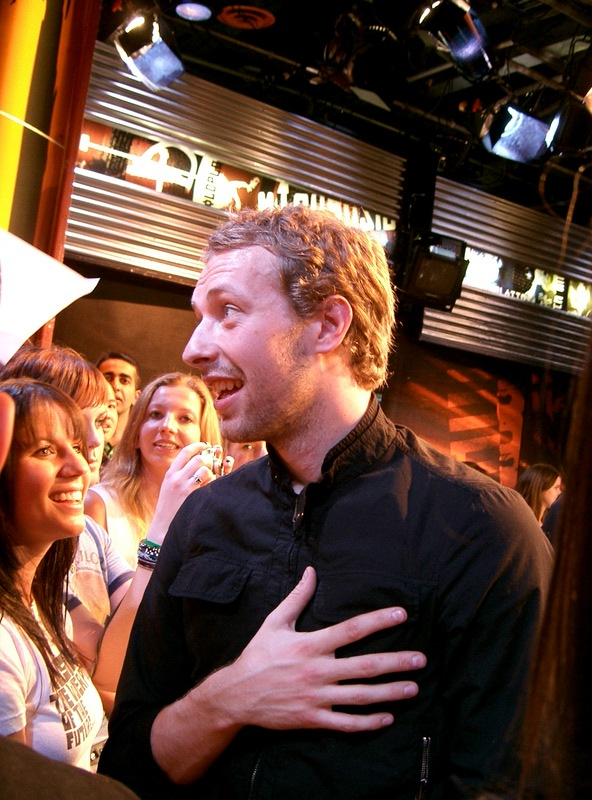
Az A-ha Chris Martinra és a Coldplay-re is nagy hatással volt.

### Más előadók értékelése
Az A-ha olyan előadókra volt befolyással, mint a Coldplay és a Keane. Chris Martin úgy véli, „[m]indenki azt kérdezi, ki inspirálta a Coldplayt, kitől loptunk, kit hallgattunk és kire nőttünk fel. Ezek a kérdések eszedbe juttatják azt, ami formált téged, és mi az ami hatással volt rád. Az A-ha volt az egyik első zenekar, amit megszerettem. [...] Valamelyik nap Amszterdamban voltam, és felraktam a Hunting High and Low lemezt. Rögtön akkor és ott eszembe jutott, mennyire imádtam azt az albumot. Egyszerűen hihetetlen zeneszerzői munka.”.
További vélemények:
- Sarah Brightman, 2001: „Egyértelműen ők a kedvenceim ezen a nyáron. A legutóbbi CD-jük (Minor Earth Major Sky) egyszerűen fantasztikus, és ahogy énekel az énekes!”[76]
- Adam Clayton, U2, 2000: „Az A-ha mindig is egy félreértett együttes volt az én szememben. Úgy tekintettek rájuk, mint egy lányoknak való tiniegyüttesre, holott a valóságban egy nagyon kreatív csapat.”[77]
- Graham Nash, Crosby, Stills & Nash (and Young), 2005: „Az A-ha nagyszerű együttes, és a dalok amelyben háttérvokalistaként munkát végeztem (Over the treetops és Cosy Prisons) nagyon jók. Máskülönben nem vettem volna részt bennük, mert ez nem olyan amit meg „kell” tennem. Minden azon múlik, hogy én hogyan érzek iránta. Ennyire előnyös helyzetben vagyok!”[78]
- Pitbull: „Amit akkoriban műveltek, az úttörő jellegű volt... Nem csak a felvétel, de a videó is lenyűgöző volt.”[79]

### Feldolgozások
Az együttes dalait rengeteg műfaj számtalan előadója dolgozta fel vagy dolgozta át, többek között a következő műfajokban: pop, rock, dance, electronica, country, goth rock, metal, Latin, techno, punk, jazz, folk, house, altatódalok, classical-crossover és számos instrumentális verzió. A csapat dalait számos különböző nyelven is feldolgozták.
Christina Aguilera és Pitbull élőben adták elő a Feel This Moment című dalt (mely a Take On Me hangmintáját tartalmazza) az MGM Grand Las Vegas-i hotel Garden Arenájában, a 2013-as Billboard Music Awards zenei díjátadó folyamán, amelyen meglepetés vendég volt Morten Harket.
| Előadó                              | Dal                         | Felvétel / Előadás                                                                           |
| ----------------------------------- | --------------------------- | -------------------------------------------------------------------------------------------- |
| Pitbull feat. Christina Aguilera    | Feel This Moment            | A Feel This Moment a Take On Me hangmintáját tartalmazza. Felvéve, kiadva és élőben előadva. |
| Coldplay                            | Hunting High and Low        | Többször előadva élőben, rádióban és koncerteken.                                            |
| Coldplay                            | The Living Daylights        | Élő koncerten előadva.                                                                       |
| Madonna                             | Take On Me                  | Előadva a Saturday Night Live Show-ban, 1985-ben.                                            |
| Kurt Nilsen                         | Hunting High and Low        | Élőben előadva.                                                                              |
| Kurt Nilsen                         | Stay on These Roads         | Felvéve, kiadva és koncerteken élőben előadva.                                               |
| Tori Amos                           | Take On Me                  | Élő koncerten előadva 2011-ben.                                                              |
| Aqualung                            | Take On Me                  | A Grace klinika 2014-es szezonzáró epizódjában jelent meg. Letöltésre is elérhető.           |
| Londoni Szimfonikus Zenekar         | Hunting High and Low        | Felvéve és kiadva.                                                                           |
| A1                                  | Take On Me                  | Felvéve, kiadva és koncerteken élőben előadva.                                               |
| Edyta Gorniak                       | Hunting High and Low        | Felvéve, kiadva és koncerteken élőben előadva.                                               |
| Alexandre Pires feat. Ivete Sangalo | Estrela Cadente             | A „Hunting High and Low” dallama. Felvéve, kiadva és koncerteken élőben előadva.             |
| Closterkeller                       | Minor Earth Major Sky       | Felvéve, kiadva és koncerteken élőben előadva.                                               |
| Ruszlana                            | Vir Meni (Take On Me)       | Felvéve, kiadva és koncerteken élőben előadva.                                               |
| Northern Kings                      | Take On Me                  | Felvéve, kiadva és koncerteken élőben előadva.                                               |
| Jonas Brothers                      | Take On Me                  | Felvéve, kiadva és koncerteken élőben előadva.                                               |
| Milk Inc.                           | The Sun Always Shines on TV | Felvéve, kiadva és koncerteken élőben előadva.                                               |
| Jeffster! (kitalált együttes)       | Take On Me                  | A NBC-s Chuck szezonzáró epizódjában előadva.                                                |
| Reel Big Fish                       | Take On Me                  | Felvéve és előadva. Kosárlabdához köthető elemeket tartalmaz.                                |
| Arne Benoni                         | A Fine Blue Line            | Felvéve és előadva.                                                                          |
| Kings of Convenience                | Manhattan Skyline           | Felvéve és előadva.                                                                          |
| Garðar Thór Cortes                  | Hunting High and Low        | Felvéve, kiadva és koncerteken élőben előadva.                                               |
| Sara Bareilles                      | Take On Me                  | N/A                                                                                          |
| Sigurd Køhn                         | October                     | Felvéve és előadva.                                                                          |
| Erin Hill                           | Take On Me                  | N/A – 2008-ban az A-ha tagjaival turnézott.                                                  |
| Erin Hill                           | And You Tell Me             | N/A – 2008-ban az A-ha tagjaival turnézott.                                                  |
| Hans Majestet Kongens Garde         | Take On Me                  | Előadva.                                                                                     |

## Elismerések, díjak
A sikeres debütálásukat követően a zenekart 1986-ban jelölték a Grammy-díjra, a Legjobb új előadó kategóriájában, de ezt nem sikerült megnyerniük. Az A-ha ellenben nyolc MTV Video Music Awards díjat nyert, hatot a Take On Me-ért és kettőt a The Sun Always Shines on T.V.-ért. A Take On Me jelölt volt továbbá az 1986-os American Music Awardon, a Kedvenc pop/rock videó kategóriájában. Az A-ha 10 Spellemannprisen díjat nyert, amely a Grammy-díj norvég megfelelője. Az együttes 2008-ig több mint 80 millió lemezt adott el.

## Diszkográfia

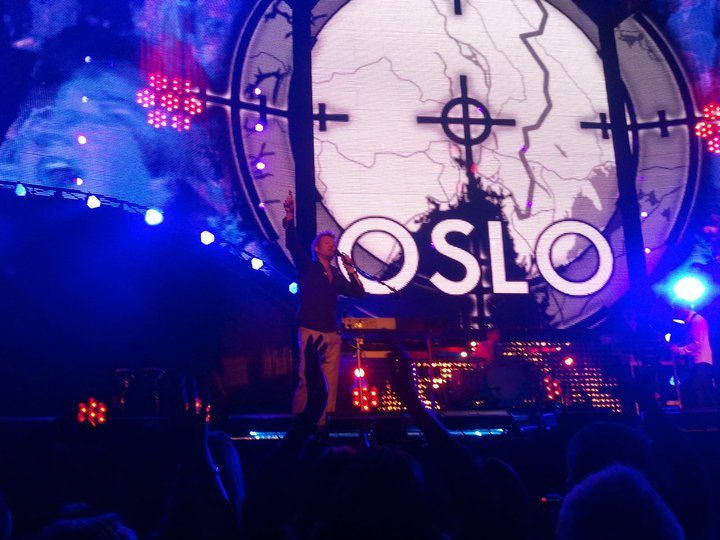
Az A-ha a The Living Daylights előadása során, Oslo Spektrum, 2010. október

### Stúdióalbumok
- Hunting High and Low (1985)
- Scoundrel Days (1986)
- Stay on These Roads (1988)
- East of the Sun, West of the Moon (1990)
- Memorial Beach (1993)
- Minor Earth Major Sky (2000)
- Lifelines (2002)
- Analogue (2005)
- Foot of the Mountain (2009)
- Cast in Steel (2015)
- True North (2022)

### Koncertalbumok
- A-ha Live at Vallhall – Homecoming Grimstad Benefit Concert (2001)
- How Can I Sleep with Your Voice in My Head (2003)
- A-ha Live at Vallhall – Sight & Sound series CD & DVD set (2001-es koncert újra kiadása, 2008)
- Ending on a High Note: The Final Concert (2011)

### Válogatásalbumok
- On Tour in Brazil (1989)
- Best in Brazil (1989)
- A-ha en Argentina (1989)
- Headlines and Deadlines – The Hits of A-ha (1991)
- Minor Earth Major Box (2001)
- A-ha Tour Brasil – Agosto 2002 (2002)
- The Singles: 1984–2004 (2004)
- The Definitive Singles Collection 1984–2004 (2005)
- A-ha Trilogy: Three Classic Albums (2005)
- Hunting High and Low (Deluxe Edition) (2010)
- Scoundrel Days (Deluxe Edition) (2010)
- 25 (2010)

### Középlemezek
- 45 R.P.M. Club (1986)
- Twelve Inch Club (1986)
- Scoundrel Club (1987)
- Road Club (1988)

### Kislemezek
- Take On Me (1984, 1985)
- Love is Reason (1985)
- The Sun Always Shines on T.V. (1985)
- Train of Thought (1986)
- Hunting High and Low (1986)
- I've Been Losing You (1986)
- Cry Wolf (1986)
- Maybe, Maybe (1986)
- Manhattan Skyline (1987)
- The Living Daylights (1987)
- Stay on These Roads (1988)
- The Blood That Moves the Body (1988)
- Touchy! (1988)
- You Are the One (1988)
- There's Never a Forever Thing (1989)
- Crying in the Rain (1990)
- I Call Your Name (1990)
- Early Morning (1991)
- Waiting for Her (1991)
- Move to Memphis (1991)
- The Blood That Moves the Body '92 (1992)
- Dark Is the Night for All (1993)
- Angel in the Snow (1993)
- Lie Down in Darkness (1993)
- Shapes That Go Together (1994)
- Summer Moved On (2000)
- Minor Earth Major Sky (2000)
- Velvet (2000)
- The Sun Never Shone That Day (2000)
- I Wish I Cared (2001)
- Forever Not Yours (2002)
- Lifelines (2002)
- Did Anyone Approach You? (2002)
- The Sun Always Shines on T.V. (live) (2003)
- Celice (2005)
- Birthright (2005)
- Analogue (All I Want) (2006)
- Cosy Prisons (2006)
- Foot of the Mountain (2009)
- Nothing Is Keeping You Here (2009)
- Shadowside (2009)
- Butterfly, Butterfly (The Last Hurrah) (2010)
- Summer Moved On (live) (2011)
- Under the Makeup (2015)

## Koncertturnék
2010. december 4-ig az A-ha 568 koncertet adott a világ különböző pontjain.
- Világkörüli Turné (World Tour) (1986–1987) (USA, Kanada, Európa, Ausztrália, Japán)
- Stay on These Roads Tour (1988–1989) (Európa, Japán, Dél-Amerika)
- East of the Sun West of the Moon Tour (1991) (Európa, Dél-Amerika)
- Memorial Beach Tour (1993–1994) (Európa, Libanon, Dél-Afrika, Oroszország)
- Minor Earth Major Sky Tour (2000–2001) (Japán, Oroszország, Európa)
- Lifelines Tour (2002–2004) (Európa, Brazília, Oroszország)
- Analogue Tour (2005–2007) (Európa, Oroszország, USA, Szenegál, Chile)
- Foot of the Mountain Tour (2009) (Európa, Dél-Amerika, Japán, Oroszország)
- Ending on a High Note Tour (2010) (Európa, USA, Kanada, Dél-Amerika, Japán, Oroszország)

Turnézenészek
- Gina Schock – dobok (1986 – USA TV-s szereplések: American Bandstand, Soul Train, Solid Gold)
- Leif Karsten Johansen – basszusgitár (1986–1987)
- Mike Sturgis – dobok (1986–1987)
- Dag Kolsrud – billentyűsök (1986–1987)
- Ian Wherry – billentyűsök (1988–1989)
- Randy Hope-Taylor – basszusgitár (1988–1989)
- Matthew Letley – dobok (1988–1989)
- Rafael Gayol (aka Danny Gayol) – ütős hangszerek (1988–1989)
- Jørun Bøgeberg – basszusgitár (1991–1994)
- Per Hillestad – dobok (1991–1994)
- Sigurd Køhn – szaxofon (1991–1994)
- Øyvind Madsen – basszusgitár (Afrikai turné 1994)
- Sven Lindvall – basszusgitár (2000–2007)
- Per Lindvall – dobok (2000–2007)
- Christer Karlsson – billentyűsök (2000–2007)
- Anneli Drecker – háttérvokál/duettpartner/tamburin (2000–2002)
- May Kristin Kaspersen – háttérvokál/duettpartner (Russian leg of tour 2002)
- Erin Hill – hárfa (2008 – nyitó szám a Royal Albert Hallban)
- Karl-Oluf Wennerberg – dobok (2009–2010)
- Erik Ljunggren – programozás/billentyűsök/basszusgitár (2009–2010)
- Jonny Sjo – basszusgitár (alkalmi)
- Kjetil Bjerkestrand – billentyűsök (alkalmi)

## Fordítás
- Ez a szócikk részben vagy egészben  az   A-ha című angol Wikipédia-szócikk ezen változatának fordításán alapul.  Az eredeti cikk szerkesztőit annak laptörténete sorolja fel. Ez a jelzés csupán a megfogalmazás eredetét és a szerzői jogokat jelzi, nem szolgál a cikkben szereplő információk forrásmegjelöléseként.